# Серни-ан-Ланнуа
Серни́-ан-Ланнуа́ (фр. Cerny-en-Laonnois) — коммуна во Франции, находится в регионе Пикардия. Департамент коммуны — Эна. Входит в состав кантона Лан-2. Округ коммуны — Лан.
Код INSEE коммуны — 02150.

## Население
Население коммуны на 2010 год составляло 71 человек.
| 1962 | 1968 | 1975 | 1982 | 1990 | 1999 | 2010 |
| ---- | ---- | ---- | ---- | ---- | ---- | ---- |
| 46   | 41   | 34   | 55   | 49   | 54   | 71   |

## Экономика
В 2010 году среди 44 человек трудоспособного возраста (15—64 лет) 32 были экономически активными, 12 — неактивными (показатель активности — 72,7 %, в 1999 году было 79,4 %). Из 32 активных жителей работали 31 человек (17 мужчин и 14 женщин), безработным был 1 мужчина. Среди 12 неактивных 2 человека были учениками или студентами, 3 — пенсионерами, 7 были неактивными по другим причинам.